# 綦毋闓
綦毋闓（？—？），複姓綦毋，字廣明，漢末三國時期經學家。

## 生平
劉表開立學官，博求儒士，命綦毋闓、宋忠等學者撰寫《五經章句》，並稱之為《後定》。王粲當時在荊州。其《荊州文學記官志》有說明劉表此舉造成的盛況“五載之間，道化大行，耆德故老綦毋闔等，負書荷器，自遠而至者，三百有餘人，於是童幼猛進，武人革面，總角佩觿，委介免冑，比肩繼踵，川逝泉涌，亹亹如也。”